# 金·奧崔
歐馮·金·奧崔（Orvon Gene Autry，1907年9月29日—1998年10月2日）是美国的一位乡村音乐歌手和演员。以「歌唱牛仔」（The Singing Cowboy）的形象走紅。金·奧崔是目前惟一一位在好萊塢星光大道上得到全部五種星的人，以表彰他在電影、電視、音乐、廣播、戲劇各方面的成就。他总计出版了640多只歌曲，拍摄了93部电影。20世纪30至60年代是其最为风光的时候，淡出娱乐圈后的奧崔在商业领域也有不俗的表现，他成功经营了数家电台与电视台，还曾创建一支棒球队。

## 早年生活
歐馮·金·奧崔出生于德克萨斯州的泰奥加小镇，他那做牧师的祖父在其5岁时开始教他唱歌，奥崔在这方面表现出了不少兴趣，他的母亲又教了一些宗教歌曲和民谣。利用在叔叔的农场里打工时赚来的零花钱，他在12岁那年拥有了属于自己的吉他。15岁时他找到了一份在火车站上做学徒的杂活，老板还教授他一些收发电报的知识以作为报酬，工作之余他则在学校的礼堂和当地酒吧做些表演。不久他成为了一名报务员，这比之前的工作薪水更多，同时也轻松一些，工作不忙时他还可以拿起吉他略作消遣。1927年中的某一天，奧崔像往常一样拿起他的吉他自娱自乐，正巧被一位前来发送电报的顾客听到了，他告诉奧崔不用紧张继续弹奏，听过他的歌之后又说了些赞美的话并鼓励他去电台发展。据说这名顾客是一位颇有名气的滑稽演员威廉·罗杰斯（Will Rogers）。

## 演藝與職業生涯
第二年，奧崔来到纽约的RCA唱片公司面试。遭到淘汰的奧崔心有不甘，于是向面试官询问。面试官告诉他的他声音不错，只是公司已经签下了两名类似的歌手，希望他最好能找一个适合自己特点的领域发展，这位面试官还为他写了一封介绍信建议他先去广播电台积累些经验。 怀揣着介绍信的奧崔来到一家名为KVOO的电台担任了一阵子的歌手。1929年10月9日，他又重新回到了RCA，在这里录下了自己的第一张唱片。不过奧崔觉得和RCA签下独家合约压力有点大，于是在美国唱片公司（American Record Corporation）老板的劝说下改为同这家公司签约。RCA的规模很大，在这家公司奧崔可能无法得到在美国唱片公司时所拥有的重视。他出版自己的一张唱片的时候正值母亲癌症去世，父亲也因此离家出走。家中两个妹妹和一个小弟弟都要靠他一个人抚养。1931年，奧崔和朋友合作创作的《我的银发老爹》（That Silver Haired Daddy of Mine）获得了巨大成功，到年底时销量已达到50万张，之后又突破一百万成为一张黄金唱片。在早期的歌手生涯中他和许多作曲家有过合作，他出版的640首歌曲中有一半是自己写的或是和他人合作的成果。许多唱片都达到了黄金及白金盘的销量，其代表作包括《再回马鞍》（Back in the Saddle Again）这首歌后来也成了其自传的标题。《红鼻子驯鹿鲁道夫》，这是一首由故事改编而来的圣诞歌曲，1949年奧崔所演唱的版本在当年就卖掉了2百万张，直到80年代之前，这首歌都是欢迎程度仅次于《白色圣诞》的圣诞歌曲。

### 電影與電視
肯· 梅德纳（Ken Maynard）是一位善演牛仔的电影演员，虽然他演唱的水平有限然而最终效果却不错。他的老板萌生了邀请专业歌手参与西部片拍摄的想法，于是奧崔得以在1934年同梅德纳一同出演由吉祥物制片公司（Mascot Pictures）拍摄的其第一部电影《圣塔菲老镇》（In Old Santa Fe），虽然只是个跑龙套的角色，不过这部电影开启了他的演艺生涯。之后奥崔还出演过诸如《幻影帝国》（The Phantom Empire）等一系列电影，吉祥物制片公司倒闭之后奥崔又来到了共和制片公司。转战共和公司之后的奧崔逐渐开始成为家喻户晓的电影演员，鼎盛时他每年要拍摄8到10部电影。这些小成本电影大多都是一个套路，总是免不了唱唱跳跳和西部风情。奧崔在里面扮演的是和自己同名的角色，身边总少不了一匹名为冠军的马。在银幕上，奥崔是最为著名的歌唱牛仔，至其息影为止共拍摄了93部电影。虽然只是B级片的演员，然而的奧崔的名声却不小，在某一次投票中他成为了排名第4的男性演员。除此以外他还在麦迪逊广场花园开始了其第一场舞台表演，之后还在美国各地乃至欧洲进行表演。有时候他一天之内就要进行两场表演，一周7天不间断，这些表演也大受欢迎。从1940年开始，奧崔又开始为哥伦比亚广播公司主持一档名为《旋律牧场》（Melody Ranch）的广播节目。不过由于第二次世界大战的影响，这个节目中断了几年。1942年7月26日，奥崔加入了美国陆军航空队。他的职务是一名技术士官，他和他的机组驾驶过AT-6、AT-7、AT-11、C-104和C-109，曾在著名的驼峰航线上翻越喜马拉雅山将各类物资运向中国内地。在战争中奥崔经历过许多突发事件，像是在亚速尔群岛附近躲避台风，用一台发动机和所剩无几的燃料迫降纽芬兰。在战争结束以后奧崔还执行过一阵特殊任务，随着剧团在南太平各地表演节目，到1946年他才正式退役。退役之后他又继续主持广播节目、演唱歌曲，同时又在电视上开拓了一片新领域。50年代中他成为了第一批在电视上露面的大牌电影明星，在哥伦比亚广播台主持同名节目金·奧崔秀，这个节目总计播出了91个小时，之后还拍摄了其他一系列的电视节目。进入50年代以后，年轻人们听音乐的口味逐渐转向了蓝调、摇滚等风格，奧崔所擅长的乡村音乐开始受到冷落。60年代之后他开始逐渐淡出电影及音乐界转而开始经商，他买下数家电视台和广播电台，日后又开设电影制片厂，注资濒临倒闭的共和制片厂。这些公司给奥崔带来了滚滚财源，比如他1964年花了1200万美元买下洛杉矶电视台KTLA，到1982年售出时卖了2亿4千5百万美元。奥崔也是福布斯杂志“最富有的400个美国人”名单上的常客，直到1998年才以3亿2千万美元的身价从这个榜单上跌落下来。据估计，单是金·奥崔西部遗迹博物馆（后来改名为奥崔国家中心）在其去世时的价值就达到了5千4百万美元。

### 天使隊
在50年代中，奥崔就拥有一支二流棒球队好莱坞星之队（Hollywood Stars）的股份。1961年时美国联盟计划在洛杉矶增加一支新球队，奥崔的本意是想买下这支球队的广播转播权。后来在大联盟官员的劝说下将其买下，奥崔创建了这支球队并将其命名为洛杉矶天使，最初时天使队只能寄人篱下租用他人的主场。后来奥崔带领球员们物色了洛杉矶附近的卫星城市安那罕，在此地建立了主场并更改了球队的名字。奥崔为处在成长期的天使队投入数百万美元，将数位大牌球员收入麾下，球队的表现逐渐有了起色多次杀入季后赛。这位牛仔老板也经常亲临现场欣赏球赛，球队还为他保留了一件编外球员的荣誉球衣，在其1998年去世前的一个月还观看了人生中的最后一场棒球比赛。他死后遗孀杰奎琳仍持有大部分天使队的股份，后来迪士尼公司才逐渐收购了天使队。

## 個人生活
奥崔一共有两任妻子，其第一任妻子是1932年同他结婚的伊南·马埃·斯皮维（Ina Mae Spivey），这是他一位朋友的侄女，奥崔在1932前往洛杉矶的路上同她相遇后便一见钟情，数月之后二人就定下终身大事。1980年她去世以后奥崔又在第二年迎娶了第二任妻子杰奎琳·埃弗兰·埃勒姆（Jacqueline Evelyn Ellam），二人本来就是熟人，杰奎琳为了安慰丧妻的奥崔而逐渐同他走到一起。奥崔終生沒有子女。杰奎琳还在1988年同奥崔共同开设了金·奥崔西部遗迹博物馆（Gene Autry Western Heritage Museum），这是奥崔多年以来的夙愿。

## 外部連結
- （英文）Official Gene Autry website （页面存档备份，存于）